# Benissoda
Benissoda là một đô thị ở comarca Vall d'Albaida cộng đồng Valencia, Tây Ban Nha. Đô thị này có diện tích 4,04 km², dân số thời điểm năm 2006 là 342 người.